# Plautyra autumnalis
Plautyra autumnalis är en tvåvingeart som beskrevs av Lynch Arribalzaga 1892. Plautyra autumnalis ingår i släktet Plautyra och familjen platthornsmyggor. Inga underarter finns listade i Catalogue of Life.